# 地蔵行平
地蔵行平（じぞうゆきひら）は、鎌倉時代に作られたとされる日本刀（太刀）である。同名の刀が2つ存在していたが、本項では細川忠興伝来の太刀を中心に記す。

## 概要

### 細川忠興伝来
細川忠興に伝来していた太刀は、「行平作」の三字銘であり、刃長は二尺五寸六分(約77.6センチメートル)と伝わる。元々は室町幕府6代将軍足利義教の所有物であったが北条氏綱へと伝わり、氏綱の代に鎺（はばき）元へ地蔵菩薩が彫られたことから地蔵行平と名付けられたとされる。
その後伝来は不詳であるが、氏綱から細川忠興へと移る。茶人で知られる津田宗及の日記である『津田宗及茶湯日記』における1581年（天正9年）4月12日に行われた「天王寺屋会記」の記載によれば、宮津城にて茶会を主催した忠興は、岳父にあたる明智光秀（細川ガラシャの父）およびその息子2名を招いて宴会の中盤に本作を献上したとされている。ただ、本能寺の変による光秀滅亡以降の伝来は明らかでないものの後に徳川将軍家に渡ったようであり、徳川将軍家収蔵時である1657年（明暦3年）の明暦の大火により焼失する。また、8代将軍・徳川吉宗の命で編纂された『享保名物帳』には、焼失之部にて地蔵行平の記述が遺されている。

### 高松宮家伝来
高松宮家に伝来していた太刀は、「豊後国行平」の五字銘であり、刃長は二尺六寸(約78.79センチメートル)、反りは六分(約1.82センチメートル)、元幅は八分三厘(約2.52センチメートル)ある。現在は日本の重要文化財に指定されており、東京国立博物館にて保管されている。元々徳川秀忠が所持していたが、1620年（元和6年）6月に東福門院和子（秀忠の五女）が後水尾天皇の中宮として入内した際に、秀忠より後水尾天皇へ献じられたものである。後に子の後西天皇へ伝わり、有栖川宮幸仁親王（後西天皇の第二皇子）が元服した際に後西天皇から贈られたものとされる。以来、有栖川宮家に伝来していたが、有栖川宮家断絶した後にはその祭祀・財産を継承した高松宮家へ本作も伝わったものと考えられる。
腰元に梵字と異形の仏像が彫られていることから、その姿から地蔵行平と伝わる。しかし、行平の彫った仏像は変形が多く、その彫物は地蔵菩薩のほか毘沙門天、不動明王、役行者（えんのぎょうじゃ）など諸説ある。収蔵元の東京国立博物館では、梵字が毘沙門天を意味していると考えられていることから下の人物も毘沙門天であると考えられている。